# King Bee
《King Bee》는 미국의 블루스 가수이자 기타리스트인 머디 워터스의 열네 번째이자 마지막 스튜디오 음반이다. 1981년에 발매된 이 음반은 프로듀서 겸 기타리스트 조니 윈터가 이끄는 블루 스카이 레코드의 음반 시리즈 중 세 번째이다. 3일 만에 녹음된 (그리고 머디의 건강이 악화된 후) 밴드 멤버들 중 일부, 즉 윈터와 기타리스트 밥 마골린은 결과에 만족하지 않았다. 그의 건강이 악화되면서 머디는 점점 더 많은 공연을 취소해야 했다. 결국 그는 1983년 4월 30일 심장마비로 사망했다.
이 음반은 1980년 5월에 녹음되었다. 밴드와 머디 워터스의 매니저인 스콧 카메론 사이의 연봉 분쟁으로 세션이 중단되었다. 결국 1977년의 《Hard Again》에서 나온 몇 개의 테이크아웃 곡을 사용하여 음반이 완성되었다.
데이비드 마이클 케네디는 《King Bee》의 사진 작가로 앞면 커버, 뒷면 커버 및 내부 음반 커버의 사진을 제공했다. 내부 음반 커버의 사진은 일리노이주 웨스트몬트에 있는 자신의 집 거실에 앉아 있는 머디와 그의 대가족의 사진이었다.

## 평가
| 전문가 평가                           | 전문가 평가 |
| 평가 점수                             | 평가 점수   |
| 출처                                  | 점수        |
| ------------------------------------- | ----------- |
| AllMusic                              | [ 1 ]       |
| Blender                               | [ 2 ]       |
| The Penguin Guide to Blues Recordings | [ 3 ]       |
| The Rolling Stone Album Guide         | [ 4 ]       |
| The Village Voice                     | A−          |

《보스턴 글로브》는 "수년에 걸쳐 워터스의 목소리는 풍부해졌지만, 이로 인해 고통을 받은 것은 블루스의 편곡입니다. 몇 곡을 제외하고는, 이 음악은 리드미컬한 긴장감을 잃었습니다."라고 전했다.
《롤링 스톤 앨범 가이드》는 《King Bee》를 "적합한 최종 증거"로 간주했다.

## 곡 목록
모든 곡들은 특별한 언급이 없는 한 머디 워터스에 의해 작사/작곡하였다.
| #   | 제목                             | 작사·작곡              | 재생 시간 |
| --- | -------------------------------- | ---------------------- | --------- |
| 1.  | 〈I'm A King Bee〉               | 슬림 하포              | 3:49      |
| 2.  | 〈Too Young to Know〉            |                        | 4:28      |
| 3.  | 〈Mean Old Frisco Blues〉        | 아서 크루덥            | 3:44      |
| 4.  | 〈Forever Lonely〉               |                        | 4:33      |
| 5.  | 〈I Feel Like Going Home〉       |                        | 3:42      |
| 6.  | 〈Champagne & Reefer〉           |                        | 4:36      |
| 7.  | 〈Sad Sad Day〉                  |                        | 5:22      |
| 8.  | 〈(My Eyes) Keep Me in Trouble〉 | 하프 워커              | 3:16      |
| 9.  | 〈Deep Down in Florida #2〉      | 세인트루이스 지미 오든 | 4:06      |
| 10. | 〈No Escape from the Blues〉     | 찰스 윌리엄스          | 2:04      |